# La Genevroye
La Genevroye település Franciaországban, Haute-Marne megyében. Lakosainak száma 29 fő (2022. január 1.). La Genevroye Mirbel és Vignory községekkel határos.

## Népesség
A település népességének változása:
| Lakosok száma | 23   | 19   | 24   | 27   | 30   | 30   | 32   | 31   | 31   | 29   |
|               | 1968 | 1982 | 1990 | 2006 | 2013 | 2015 | 2017 | 2019 | 2020 | 2022 |